# Арджетоая (комуна)
Арджетоая (рум. Argetoaia) — комуна у повіті Долж в Румунії. До складу комуни входять такі села (дані про населення за 2002 рік):
- Арджетоая (1677 осіб)
- Берану (129 осіб)
- Бербешу (111 осіб)
- Йордекешть (94 особи)
- Леордоаса (483 особи)
- Малумнік (124 особи)
- Новак (161 особа)
- Пояна-Финтиній (204 особи)
- Пірія (452 особи)
- Салча (1312 осіб)
- Тяску-дін-Дял (105 осіб)
- Урсоая (51 особа)

Комуна розташована на відстані 215 км на захід від Бухареста, 40 км на північний захід від Крайови.

## Населення
За даними перепису населення 2002 року у комуні проживали 4903 особи.
Національний склад населення комуни:
| Національність | Кількість осіб | Відсоток |
| -------------- | -------------- | -------- |
| румуни         | 4902           | > 99,9%  |
| цигани         | 1              | < 0,1%   |

Рідною мовою назвали:
| Мова      | Кількість осіб | Відсоток |
| --------- | -------------- | -------- |
| румунська | 4901           | > 99,9%  |
| циганська | 2              | < 0,1%   |

Склад населення комуни за віросповіданням:
| Релігія       | Кількість осіб | Відсоток |
| ------------- | -------------- | -------- |
| православні   | 4716           | 96,2%    |
| п'ятдесятники | 186            | 3,8%     |
| реформати     | 1              | < 0,1%   |